# 室女座17
室女座17，又名BD+06 2599，HD 107705、SAO 119360、HR 4708，是室女座的一颗恒星，视星等为6.4，位于銀經284.15，銀緯67.12，其B1900.0坐标为赤經12h 17m 26.9s，赤緯+5° 67.12′ 42″。